# Maria Luzia de Sousa Aranha
Maria Luzia de Sousa Aranha, född 1797, död 1879, var en brasiliansk affärsidkare.
Hon ärvde en av Brasiliens största kaffeplantager, Engenho Fazenda Mato Dentro, och en betydande exportör. 